# Me lo tiro
Me lo tiro es una canción cómica del grupo Berto & The Border Boys, colaborador y guionistas de El Terrat respectivamente. La canción, que formó parte de su segundo sencillo, fue compuesta por el guionista y parte de The Border Boys, Álvaro Carmona. El videoclip de la misma fue presentado en uno de los programas del late show Buenafuente, que en ese momento (2011) se emitía en el canal La Sexta. Posteriormente el videoclip fue publicado en YouTube a través del canal oficial de La Sexta, y la canción se puso a la venta en iTunes.

## Curiosidades
- Vestidos con una camisa negra y unos pantalones violeta, el grupo repite tras la canción Me he puesto tetas.[1]
- En el videoclip hace un cameo el actor catalán Quim Gutiérrez.
- Fue número 1 en iTunes.[2][3][4]
- En Facebook hay un grupo que pide la substitución del botón Me gusta por el botón Me lo tiro.[5]